# Rupea
Rupea é uma cidade da Romênia com 6.246 habitantes, localizada no distrito de Brașov.